# Gosia Rdest
Małgorzata Rdest (Żyrardów, 14 de janeiro de 1993) é uma piloto profissional de automóveis polonesa. Anteriormente, ela competiu na Formula BMW Talent Cup, W Series, Campeonato Britânico de Fórmula 4, Audi Sport TT Cup, Campeonato alemão ADAC TCR de carros de turismo, entre outros.
Rdest venceu em duas ocasiões as 24 Horas de Dubai em 2018 e 2020.